# Hjovägen
| Gatuskylt och översikt av Hjovägen i februari 2018. |  | Gatuskylt och översikt av Hjovägen i februari 2018. |
| Gatuskylt och översikt av Hjovägen i februari 2018. |  |                                                     |

Hjovägen är en liten gata i nordöstra Björkhagen i Stockholm. Hjovägen är en förlängning av Axvallsvägen och sträcker sig från Läckövägen i syd till Finn Malmgrens väg i norr. 
Hjovägen fick sitt nuvarande namn 1972 efter tätorten Hjo i Västergötland. 